# Good, Good, Twistin'
Good, Good, Twistin' è il quinto album discografico di James Brown & The Famous Flames pubblicato nel 1962 dalla King Records. Successivamente il disco venne ristampato con il titolo Shout and Shimmy.

## Tracce
1. I Don't Mind - 2:46
2. Shout and Shimmy - 2:51
3. Tell Me What You’re Gonna Do - 2:12
4. Good, Good, Lovin' - 2:19
5. Have Mercy Baby - 2:16
6. Begging, Begging - 2:42
7. Love Don't Love Nobody - 2:06
8. Dancin' Little Thing - 2:20
9. Come Over Here - 2:45
10. You Don't Have to Go - 2:49
11. Just Won't Do Right (I Stay In the Chapel Every Night) - 2:43
12. It Was You - 2:45